# Leliwa V
Leliwa V – polski herb szlachecki, odmiana herbu Leliwa.

## Opis herbu
Juliusz Karol Ostrowski odmianę blazonuje następująco :
W polu czerwonym – nad złotym półksiężycem – sześciopromienna gwiazda złota. Nad hełmem w koronie na pawim ogonie księżyc z gwiazdą jak na tarczy.

## Najwcześniejsze wzmianki
Prawdopodobnie najstarsza odmiana Leliwy. Ostrowski pisze jednak, że nie ma pewności, aby ta odmiana miała istnieć gdziekolwiek poza Litwą. Kojałowicz opisując herb Dorohostajskich (Leliwę) miał właśnie podać czerwoną barwę pola.
Orzechowski, Paprocki i Bielski mieli wspominać, że w Polsce niektóre domy używały Leliwy w polu czerwonym, rodzin tych jednak nie wymienili.
Według prof. Małeckiego Granowscy z Wielkopolski nie Leliwici tylko herbu podobnego do Leliwy, w końcu XIV w. Leliwę przyjęli; a przez ożenek wszedłszy w posiadanie Pilczy przezwali się Pileckimi. Przypuszcza on, że ponieważ poprzednimi właścicielami Pilczy byli Toporczykowie, a Topór jest na czerwonym polu, mógł to być powód dla którego Leliwa Pileckich była w polu tej barwy. Możliwe jest także, że Granowscy prawdziwymi Leliwitami nie będąc, w czasie gdy barwy herbów się ustalały, z porządku rzeczy musieli przyjąć odmianę.

## Herbowni
Leliwy w polu czerwonym miały używać następujące rody herbownych: Abramowicze, Józefowicze, Granowscy, Pileccy, a także inne nieznane z nazwy rodziny.